# Драматично-куклен театър „Иван Радоев“
Драматично-кукленият театър „Иван Радоев“ се намира в град Плевен.
Театърът е държавно учреждение със смесено финансиране от Министерството на културата на Република България и Община Плевен. Разполага със собствена трупа от 26 актьори и 4-ма режисьори.
Като професионален театър съществува от 1919 година. От 1998 година към театъра е открит куклен отдел, който е продължител на плодотворните традиции на бившия Плевенски държавен куклен театър.
Сградата, която обитава плевенската трупа, е построена в края на XIX век. Разполага с 4 сцени: голяма сцена, камерна сцена, сцена „Фоайе“ и Арт-клуб (кафе-театър).
В жанрово отношение театърът е широкоспектърен – поставя от класическа драма до съвременна драматургия. Годишно прави около 10 нови постановки и играе около 200 представления.